# Schloss Oberhofen

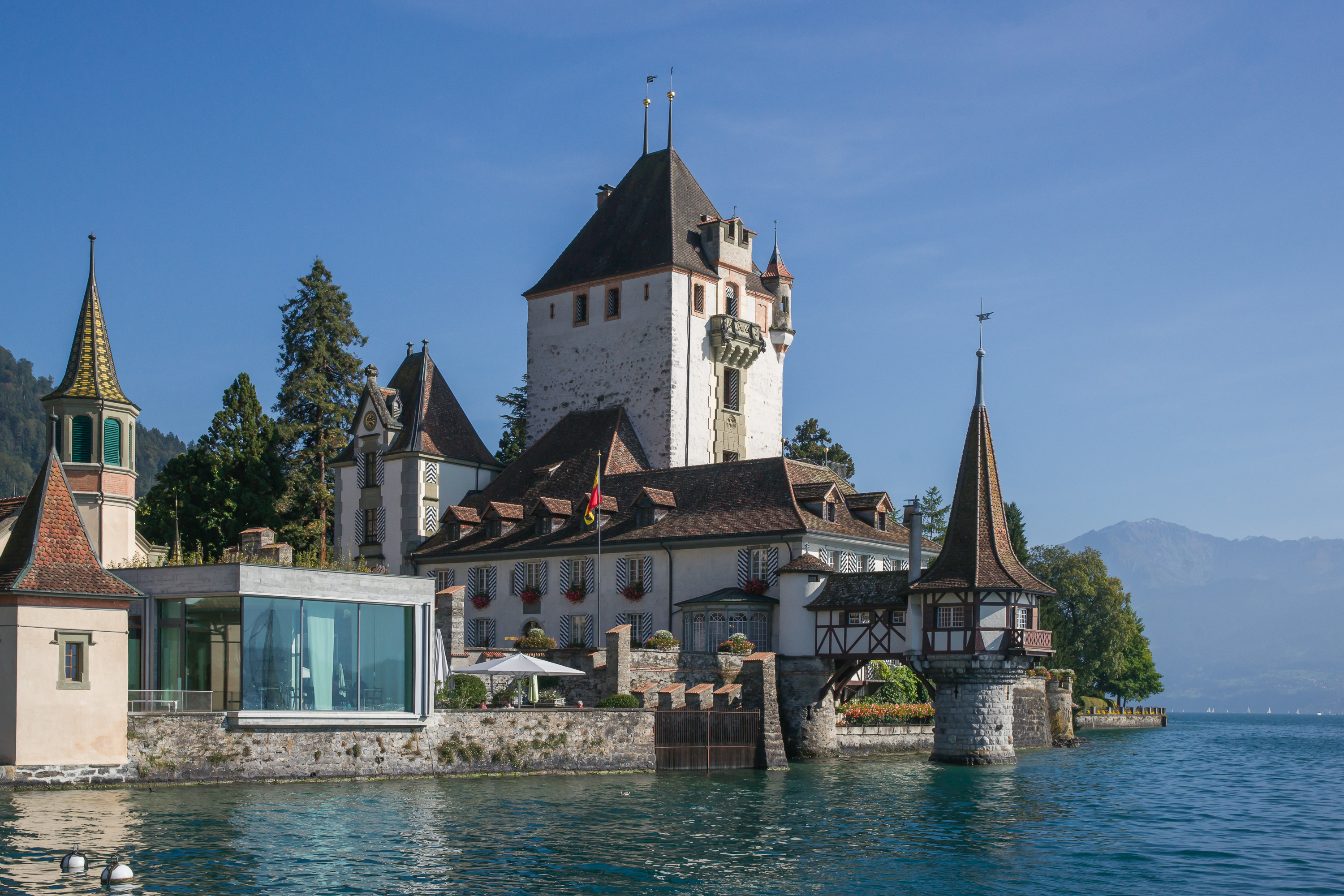
Schloss Oberhofen (2014)

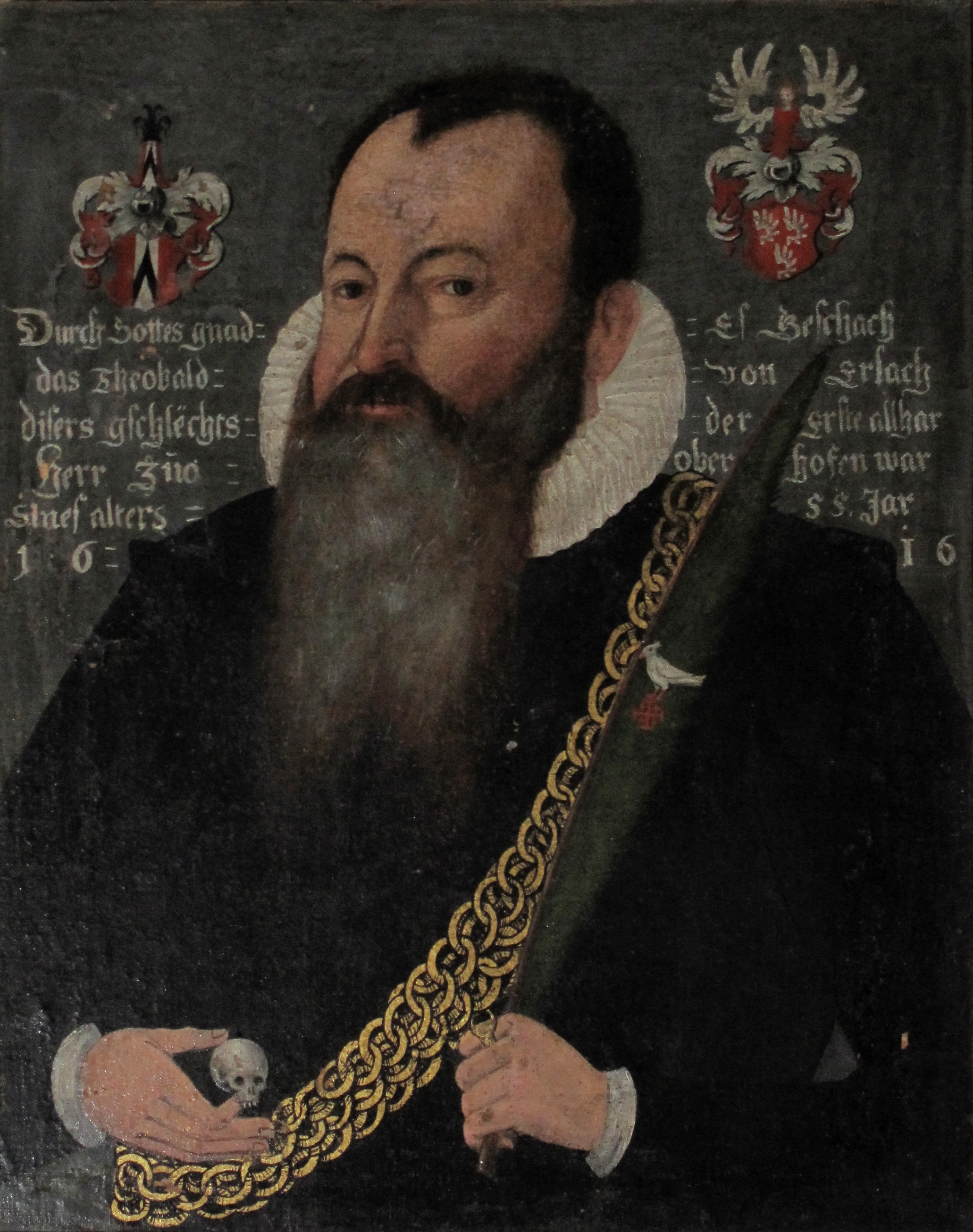
Diebold von Erlach, Mitherr zu Oberhofen (1616)

Das Schloss Oberhofen ist ein Schloss in der Gemeinde Oberhofen am Thunersee im Kanton Bern, Schweiz.

## Geschichte
Frühester bekannter Besitzer der Herrschaft Oberhofen ist der Freiherr Werner von Oberhofen, dessen Tochter Ita mit Freiherr Walther (II.) von Eschenbach verheiratet war. Die Eschenbach mussten Oberhofen und Unspunnen an Albrecht (I.) von Habsburg abtreten. Albrecht überliess Oberhofen seinem Sohn Leopold I. von Habsburg zu Lehen. Leopold verpfändete Oberhofen 1318 an Graf Otto von Strassberg, der das Lehen an den Freiherrn Johann von Weissenburg weiterverpfändete. 1342 schliesslich erhielt Ritter Johannes von Hallwyl Oberhofen zu Pfand. Die Pfandschaft Oberhofen wurde durch verschiedene Käufe aufgeteilt. Nach der Schlacht bei Sempach 1386 ging das Lehen Oberhofen vom Grafen Friedrich von Zollern an die Stadt Bern.
Bern verlieh Oberhofen nun als Mannlehen zu drei Vierteln dem vermögenden Schultheissen Ludwig von Seftigen, und zu einem Viertel seinem Schwager Niklaus I. von Scharnachthal († um 1414). Mit dem Aussterben der Familie von Seftigen gelangte nun die volle Herrschaft Oberhofen an die Scharnachthal. Niklaus III. von Scharnachthal (1519–1590), Letzter seines Geschlechts, vererbte das Mannlehen an seine Neffen Hans, Diebold, Samuel und Albrecht von Erlach. Die Brüder wurden durch den bernischen Schultheissen Franz Ludwig von Erlach beerbt. Nach seinem Tod fiel Oberhofen 1652 zurück an die Republik Bern, trotz Prozessen und Einsprachen der Witwe des Verstorbenen. Das Lehen wurde künftig als Landvogtei verwaltet. Die Vögte residierten in Oberhofen bis zum Franzoseneinfall im Frühjahr 1798.
1801 wurde die Schlossbesitzung an den Thuner Tourismusförderer Johann Peter Knechtenhofer (1762–1812) verkauft. Durch eine Steigerung ging der Besitz 1829 an Knechtenhofers Sohn Johann Jakob und dessen Cousin Johann Friedrich Knechtenhofer. Friedrich von Lerber, Regierungsstatthalter in Interlaken, kaufte Schloss Oberhofen im Jahr 1830 von der Familie Knechtenhofer. Seine Witwe, Luise Adelheid Lerber wiederum verkaufte die Besitzung 1844 für 50'000 Franken an die neuenburgisch-preussischen Grafen Friedrich von Pourtalès (1779–1861) und Albert von Pourtalès (1812–1861). Letzterer heiratete Anna von Bethmann-Hollweg (1827–1892), die Tochter von Moritz August von Bethmann-Hollweg. Gräfin Anna von Pourtalès vererbte das Schloss ihrer zweitgeborenen Tochter Helene von Pourtalès (1849–1940), verheiratet mit Ferdinand Graf von Harrach (1832–1915). 1920 überliess Gräfin Harrach den Schlossbesitz ihrem Sohn Hans Albrecht von Harrach (1873–1963). Bereits 1925 war er jedoch gezwungen, Schloss Oberhofen zu verkaufen. Käufer war der amerikanische Rechtsanwalt William Maul Measey (1875–1967). Er errichtete 1940 die Stiftung Schloss Oberhofen, die Schloss und Park nun besass. Measey übergab 1952 die Stiftung dem Bernischen Historischen Museum, damals unter der Leitung von Michael Stettler. Das Museum eröffnete Schloss Oberhofen 1954 als Zweigstelle. Seit 2009 ist die Stiftung Schloss Oberhofen unabhängig vom Bernischen Historischen Museum.

## Bau

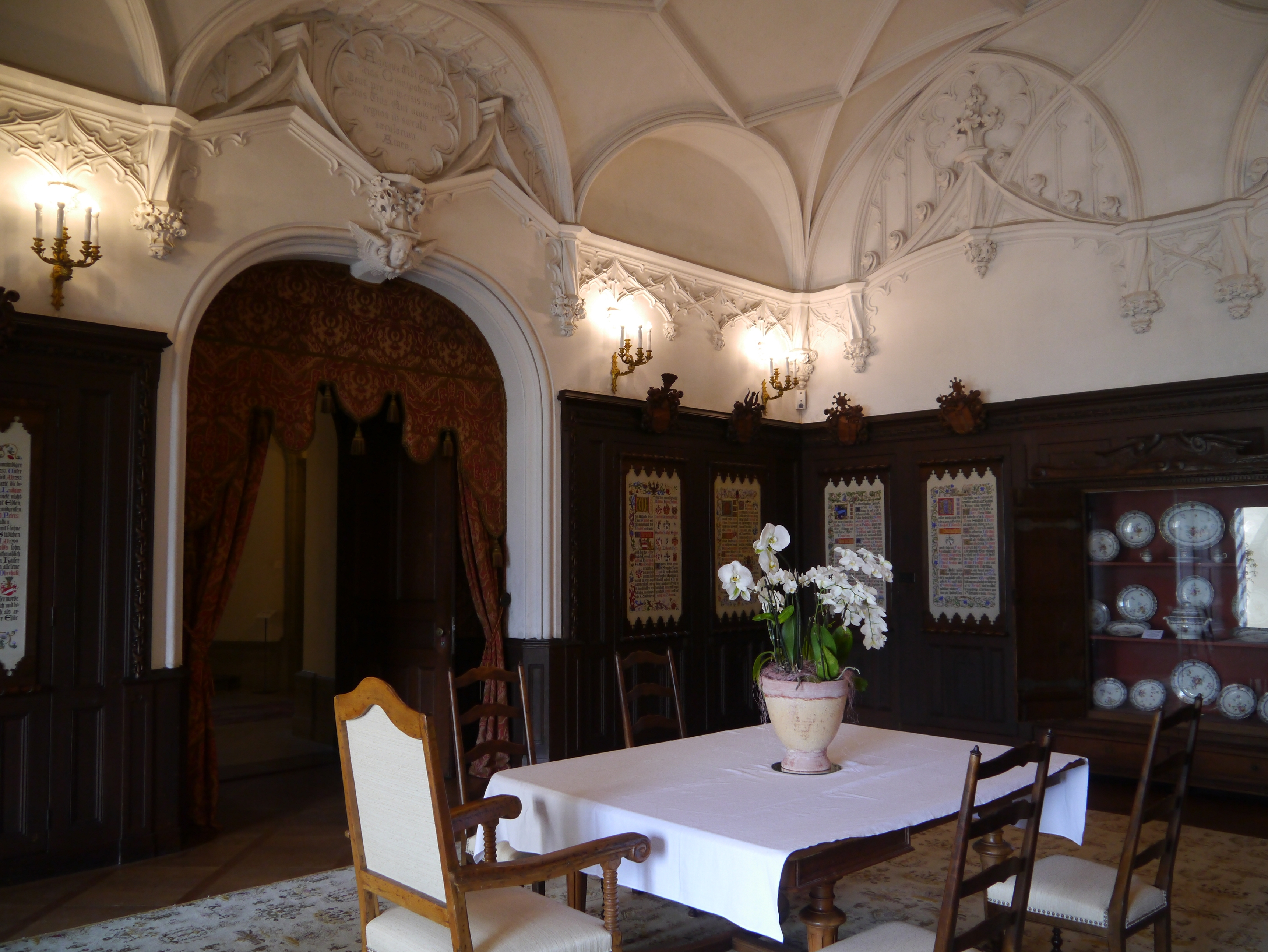
Schloss Oberhofen, Speisesaal (2013)

Der aus dem 12. Jahrhundert stammende Bergfried ist umgeben vom spätmittelalterlichen Palas. Die Schlosskapelle wurde 1473 geweiht. Seetürmchen und Zugangsbrücke wurden nach 1680 abgetragen. Der Anbau des westlich vorgelagerten Wohntrakts erfolgte im 18. Jahrhundert. In den Jahren 1849 bis 1852 wurde das Schloss nach Plänen des Neuenburgers James Colin im Stil der Neugotik umgestaltet. Die neue Turmfassade, der Treppenturm zur Kapelle, Ecktürme, Uhrtürmchen, Dachaufbauten, Zinnen, die ausgedehnten Dependenzgebäude sowie die Rekonstruktion des Seetürmchens waren die hauptsächlichen Ergänzungen des 19. Jahrhunderts.

## Museumsbetrieb

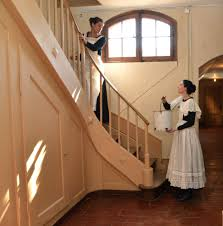
Schloss Oberhofen, Dienstbotentrakt (2019)

In der Dauerausstellung Stets zu Diensten im zweiten Obergeschoss des Schlosses kann der Besucher in die Welt der Dienstboten der Grafenfamilie Harrach-Pourtalès eintauchen. Die Ausstellung wirft einen Blick in die Welt der Dienstboten und lässt das Publikum an Situationen teilhaben, die sich in den Gängen und hinter den Türen abgespielt haben. Die Dauerausstellung Schlossräume und Schlossträume im ersten Obergeschoss des Schlosses führt den Besucher anhand der ehemaligen Schlossbewohner und -bewohnerinnen durch die 800-jährige Geschichte des Anwesens.